# 香港眾志
香港眾志（英語：Demosisto，/ˌdɛməˈsɪstoʊ/），簡稱眾志，是香港一個已解散的民主派政黨。2016年曾短暫獲選，但因香港立法會宣誓風波故被判定不符資格，至2018年因為註冊因素未能有效參與政治，在2020年1月11日透過社交媒體公佈，其組織的宗旨由較激進的「推動香港民主自決」更改為較務實的「推動香港民主與進步價值」，意圖再度參政進入立法議會。2020年6月30日，《香港國安法》通過前夕，同日多名核心成員先後退出導致未來黨務運作將陷入困難，考量剩餘成員的後續意願後遂宣佈解散。

## 歷史
香港眾志於2016年4月10日正式成立，取名「香港眾志」，意為「聚眾之志」。成員多為以往曾策动并參與反國教運動、雨傘運動的學生組織及公民社會壓力團體成員。成立時，由羅冠聰出任主席，黎汶洛為副主席，黃之鋒為秘書長，周庭為副秘書長，常委包括舒琪（葉健行），幹事包括王惠芬、吳美蘭。。
眾志提出“自發、自主、自決、自立”四大主張作為黨綱。眾志認為，香港民主運動要找到新方向，才能跨越失敗。他們不再只關注政制等問題，而是把眼光放在2047年之後的香港，因此推動自決運動，希望爭取港人就2047“前途自決”的機會，成立一個官方認可的公投機制希望尋求論述轉向和政治議程的革新，令香港成為真正能夠長治久安的“自主”城市。
眾志原本主張民主自決，在1984年《中英聯合聲明》以及《香港基本法》下「一國兩制」期滿前舉行公投，以決定香港「二次前途」後的主權與政體。在2016年香港立法會選舉中，香港眾志主席羅冠聰在香港島贏得一席，得票較民主派的公民黨及民主黨多，因香港立法會宣誓風波於2017年7月被香港高等法院裁定失去議席，其後羅因「公民廣場」案一度入獄，但在香港終審法院上訴得直。
2018年1月28日，擁有30名成員的香港眾志仍未能完成公司或社團註冊。香港眾志公司註冊申請拖延多時，公司註冊處拒絕其申請，理由是眾志申報的公司宗旨包括推動「民主自決」，屬不合法宗旨（unlawful purpose），不符香港法例。
於2020年1月8日，召開成員大會，並通過決議更改組織章程，將其組織的宗旨由「推動香港民主自決」改為「推動香港的民主與進步價值」。並於11日在社交媒體上公佈。
2020年6月30日，秘書長黃之鋒、創黨主席羅冠聰、前副秘書長周庭及常務委員敖卓軒先後在社交平台上宣佈退出香港眾志，但黃之鋒和羅冠聰表示仍然會以個人身份踐行信念，強調會繼續堅守香港。同日下午，香港眾志認為組織運作將難以持續，宣布即日起解散及停止一切會務。

## 目標
香港眾志於2016年6月27日提出“民主自決運動路線圖”，推進民主自決運動：
1. 推動民間公投：來年特首選舉發動民間公投，凝聚港人共識確立自決權，作為香港民主運動的共同綱領。
2. 訂立“公投法”：爭取香港設立“公投法”，讓港人能於廣泛爭議性的議題，在社區或全港層面實踐直接民主。
3. 草擬“香港約章”：與港人共議「50年不變」後各個範疇，包括社經、發展、土地、產業等社會未來願景，為“自決前途”創造條件。
4. 開展國際游說：根據《聯合國憲章》和《公民權利和政治權利國際公約》賦予的權利，爭取國際社會同意香港履行自決權。
5. 自決主權治權：實現具有國際認受和憲制效力的前途公投，決定香港在2047年後的主權和治權，即政治地位、社經體制以及自治程度。

## 主要政綱
- 政制：民主自決、訂立公投法、草擬“香港約章”。
- 房屋：推行房屋空置稅及租金管制，壓抑樓價；改建公營部門閒置建築，釋出更多房屋單位；全面廢除丁屋特權。
- 城市規劃：打擊囤積農地，荒廢農地全面復耕；落實興建海水化淡廠，增加中港“供水談判”籌碼；回購領展，鼓勵社區經濟；奪回單程證審批權，檢討每日配額。
- 公共財政：停建大白象工程，增加教育、醫療開支；取消“基本工程儲備基金”分賬，土地收益歸還給民生項目。
- 教育：增加大學資助學額，降低學債利息；取消小三TSA；反對普教中；加強香港歷史教育。
- 勞工社福：落實全民退休保障；取消強積金對沖機制；立法規管標準工時。
- 醫療：訂立醫療融資計劃，應對貧窮人口及老年需要；增加醫療券金額，拓展基層醫療。
- 交通：反對港鐵“有加無減”機制；調整三隧收費，解決塞車問題；研究推行單車租賃系統，發展沿海單車徑。
- 文化：開放大氣電波，設立獨立機構裁定牌照申請；釋出臨時官地，讓非牟利機構舉辦文化市集等文化活動；廢除特首全數委任古諮會成員制度。
- 體育：改革港協暨奧委會，讓“內行人管內行人”；新增小型體育場館，避免興建使用率低的大白象工程；檢討康體場地的使用情況，打擊場紙炒賣。
- 性別：《性傾向歧視條例》 立法；承認同性伴侶的法定地位；加強中小學性教育。
- 動物權利：檢討“人道毀滅”動物政策，長遠達致“零人道毀滅”；“動物保護法”立法；加強執法，打擊棄養。
- 網絡人權：反對網絡23條，要求引入：“豁免凌駕合約條款”以及“開放式豁免”；訂定“資訊自由法”、“檔案法”，推動網絡中立性立法。

## 議員

### 立法會議員
| 界別     | 選區     | 姓名     | 2016-2020 | 備註                                    |
| -------- | -------- | -------- | --------- | --------------------------------------- |
| 地方選區 | 香港島   | 羅冠聰   | →         | 因違反《基本法》第104條而被取消議員資格 |
| 所得議席 | 所得議席 | 所得議席 | 1 → 0     |                                         |

## 選舉

### 立法會選舉
| 選舉 | 民選得票 | 民選得票比例 | 地方選區議席 | 功能界別議席 | 總議席 | +/- |
| 2016 | 50,818   | 2.31%        | 1            | 0            | 1 / 70 | 1 ▲ |

## 事件

### 赴美加大學宣揚自決
香港眾志主席羅冠聰及秘書長黃之鋒2016年访问美加，并于4月27日抵達史丹福大學演講，約80名大學師生及公眾出席。眾志倡議就香港2047年後香港前途進行“自決公投”，黃之鋒強調，雨傘運動失敗後的這一年半，港人對香港失去信心，而眾志所推動的“自決運動”、公民制訂“香港約章”等，可以是出路，冀爭取國際支持。

### 攔截張德江車隊
中共政治局常委兼全國人大委員長張德江於2016年5月17日訪港期間，警方安排數千警員嚴密佈防，設置多個水馬圍城，但從未對外公布保安區位置。香港眾志多名成員，包括秘書長黃之鋒、主席羅冠聰、副主席黎汶洛於東區海底隧道出口衝出馬路，試圖截擊張德江車隊。羅冠聰、黎汶洛、黃之鋒等人及後被指「破壞社會安寧、擾亂公眾秩序、阻差辦公」，遭帶返觀塘警署。

### 蘭蔻事件
國際化妝護膚品牌蘭蔻（Lancôme）受内港两地廣告商及市場壓力，與支持雨傘運動的藝人何韻詩割席。香港眾志和人民力量、公民黨、文化監暴等多個團體於2016年6月8日發起抗議行動，到品牌位於銅鑼灣時代廣場的專櫃示威要求道歉，並呼籲全球支持民主自由者，加入杯葛品牌母公司LOréal集團旗下所有產品。抗議Lancôme自我審查，打壓言論自由，但未获支持。

### 扔「禁書」入中聯辦
香港眾志及小麗民主教室成員於2016年6月17日早上由西區警署遊行到中聯辦，聲援銅鑼灣書店店長林榮基，譴責中央非法禁錮他，並批評特區政府沒有履行保護市民人身自由的責任，要求徹查事件。遊行人士到達中聯辦後輪流發言，由於中聯辦沒有派人出來接信，香港眾志副主席黎汶洛把遊行標語、《蘋果日報》今日頭版及一本在銅鑼灣書店購買的書籍扔進中聯辦，其後散去。

### 抗議跨境執法
香港銅鑼灣書店店長林榮基日前公開披露有關「被失蹤」過程，香港眾志以及多個泛民政黨連同支聯會於2016年6月18日下午發起遊行，抗議內地部門越境執法及向中共強權說不，吸引逾千人參加。隊伍沿途高叫「香港有底線，向強權說不」的口號。香港眾志及社民連分別將黑箱及紙條投擲到中聯辦內。遊行最後在下午6時30分於中聯辦門外解散。

### 7.1遊行
香港眾志聯同社民連、人力、等組織參加7.1遊行後，晚上7時半繼續遊行至禮賓府，因遊行未有向警方申請，一度遭警方出示黃旗警告。其後，警方容許示威人士停留在禮賓府門外約300米處，示威者不滿，香港眾志副主席黎汶洛率先拉開鐵馬，與警方爆發衝突。

### 2016年立法會選舉

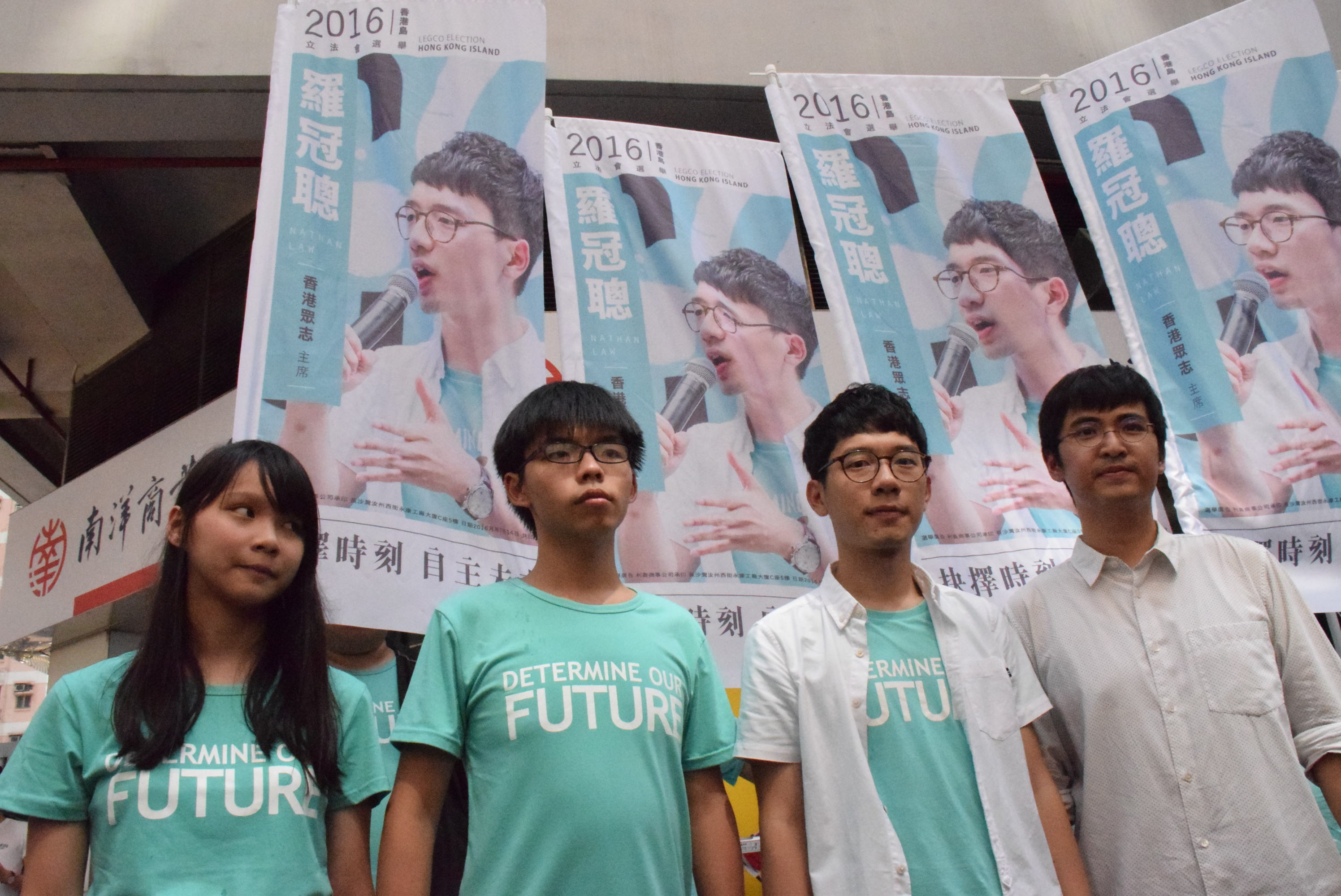
參選立法會的香港眾志時任主席羅冠聰（右二）

香港眾志時任主席羅冠聰於2016年7月18日宣布參選2016年立法會選舉香港島地方選區，初時民調持續低迷，其後因司馬文及徐子見棄選並協助羅冠聰助選，民調開始上升，最終以50,818票當選，成為香港史上最年輕的立法會議員，亦是非建制派香港島區「票王」。

#### 候選人簡介會示威
選舉管理委員會於2016年立法會選舉設立「確認書」制度，地區選舉主任更通知多位參選人因未能真誠擁護基本法而提名無效，引起公眾不滿。香港眾志時任主席羅冠聰與一眾成員於立法會候選人簡介會中，上台直接質問馮驊法官容許連串政治篩選，是否受到梁振英及中共政府的指示，期間被懷疑是便衣警察的保安人員（藍衣者）從後強行拉扯下台，整個人從台上被摔落地下，旁邊盆栽損毀。

#### 「自決」單張遭拒寄
香港眾志時任主席、港島區立法會議員參選人羅冠聰，早前先後向郵政署遞交寫有「自決」、「自主」字眼的宣傳單張，以及沒相關字眼的過濾版單張，但遭當局以可能有違《基本法》為由拒絕。羅昨收到郵政署回覆指，當局拒絕寄出原版有「自決」字眼的單張，羅批評當局正進行無理的政治打壓，表明考慮循法律途徑追究。

### 重奪公民廣場
2016年7月21日，香港眾志主席羅冠聰與秘書長黃之鋒就「重奪公民廣場」一案於香港東區裁判法院被裁定「煽動他人參與非法集會」罪名成立。其後，裁判官張天雁於2015年8月15日分別判羅冠聰、黃之鋒兩人120及80小時社會服務令。張官稱，本案與一般刑事案不同，信納3人是關心社會現狀而表達自己的意見，並非為傷害他人，相信他們真心表達政治訴求，非只為自己利益。

### 黑紫荊行動
適逢中共總書記習近平訪港，2017年6月26日，羅冠聰與香港眾志秘書長黃之鋒、林朗彥、周庭、人民力量譚得志及社民連成員等人於灣仔金紫荊廣場，將數塊黑布包圍廣場紫荊花雕塑，呼籲市民7.1上街表達憤怒。
2017年6月28日，香港眾志立法會議員羅冠聰、秘書長黃之鋒，社民連立法會議員梁國雄及副主席黃浩銘等20多人，再度「佔領」金紫荊，有部分示威人士爬上金紫荊，並以鐵鏈將自己和雕像鎖在一起。警方拘留26名示威者逾20小時，多個團體批評警方以人手不足為由扣留示威者多小時並不合理，事後香港眾志分別向平等機會委員會、警察投訴課投訴警方當日安排。 

### 立法會宣誓風波
2016年10月12日，羅冠聰宣誓時刻意提高「中華人民共和國」中「國」字聲調，並於誓詞前後呼出「不會效忠於殘殺人民的政權」、「權力歸於人民，暴政必亡」、「民主自決，抗爭到底」等字句。當時陳維安裁定其宣誓有效。其後，香港立法會主席梁君彥裁決其宣誓有效，無須重新宣誓。
2016年12月2日，時任香港特首梁振英及時任律政司長袁國強入稟司法覆核，要求取消羅冠聰等四名民主派議員的議員資格。
2017年7月14日，法庭為司法覆核作出裁決，宣布羅冠聰、劉小麗、姚松炎和梁國雄的議員資格被取消，並追溯至2016年10月12日宣誓當日。法官區慶祥同意原訴前特首梁振英及律政司長袁國強所指，羅冠聰在宣誓時將「中華人民共和國香港特別行政區」中的「國」字聲調提高，是沒有表現出將會致力擁護、遵守及履行誓言中的責任的真正及忠實的意圖，表達出他對中華人民共和國作為香港特別行政區的合法主權國的地位的質疑或不尊重。加上在宣誓前後的開場白及結束詞，並不符合立法會誓言的「嚴格形式和內容規定」。

### 2017年行政長官選舉中投白票
2017年3月26日舉行的「2017年行政長官選舉」中，時任立法會議員的羅冠聰，連同另外6名民主派選舉委員：梁國雄、劉小麗、朱凱廸、陳志全、邵家臻、張超雄投下白票。時事評論員古德明認為：「這次行政長官選舉，曾俊華假如僥幸得勝，則港人當可有五年休養生息。只是梁國雄等七人，以『不妥協』為誇。我對他們從此要刮目相看了。」

### 網頁遭黑客入侵
2017年9月9日，香港眾志的網頁被黑客入侵，頁面被換上支持香港建制派的內容，包括「反港獨撐釋法」、「CUSU is not CU」字句。

### 常委林淳軒遭免職

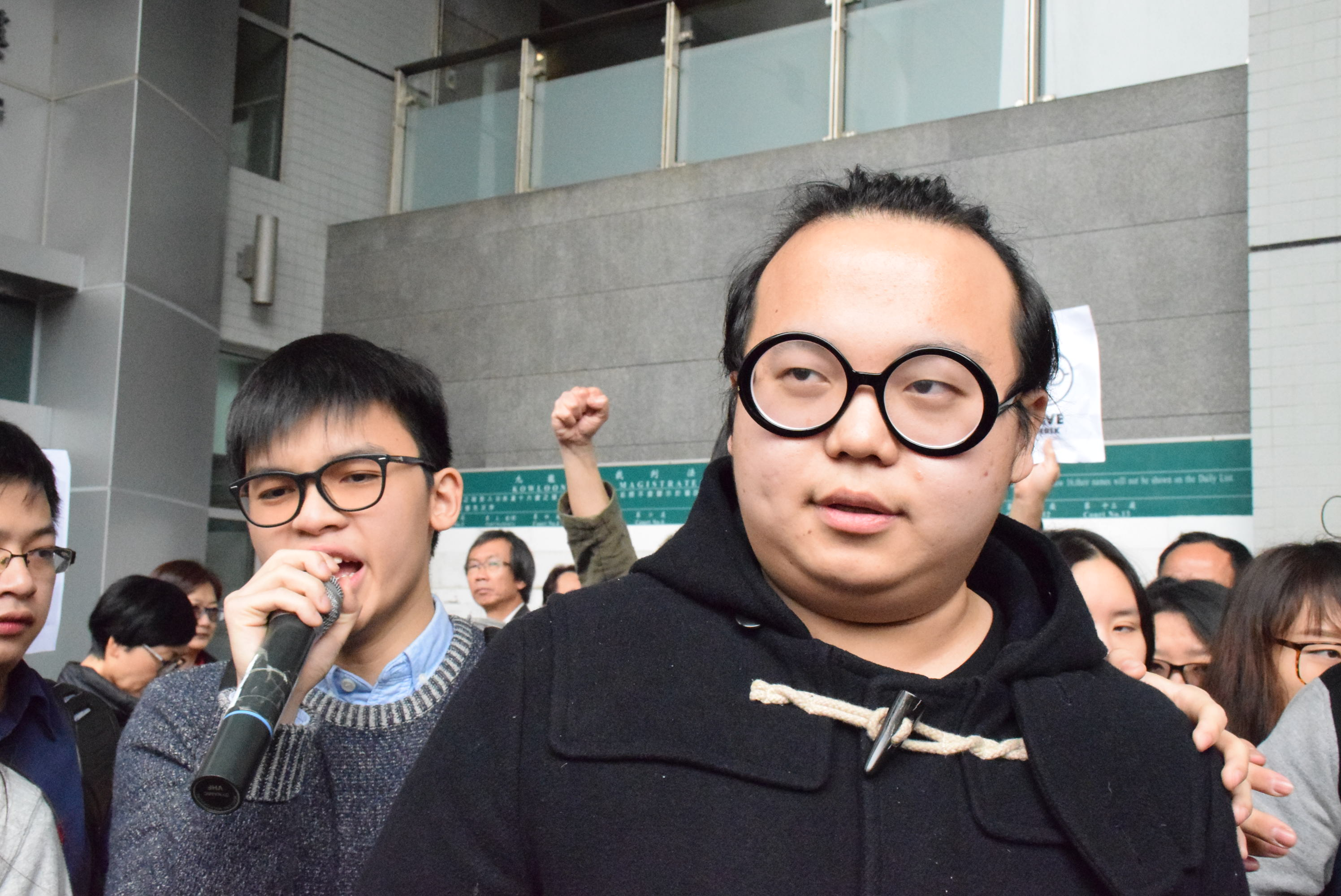
林淳軒（右）被即時免去常委職務。圖為林在2016年旺角騷亂被控暴動罪後保釋離開九龍城裁判法院。持咪高峰者為黎汶洛

2017年11月9日，香港眾志發表聲明，指常委林淳軒違反黨內財政處理程序，雖然經確認並無財政損失，但黨內經調查後，裁定林淳軒違反黨員行為操守，即時免去常委職務。林淳軒亦已提出退黨申請，獲得批淮。聲明續指，由即日起林淳軒已非香港眾志成員，其未來對外的任何行為均與該黨無關。

### 2018年立法會補選提名無效
2018年1月18日，獲民主派支持的香港眾志常委周庭遞交提名表格參與2018年香港立法會補選。
1月27日，選舉主任根據《立法會條例》第40(1)(b)(i)條的規定決定裁定周庭提名無效。選舉主任在通知書中指，香港眾志採用「民主自決」的主張，即使並不提倡港獨，但同意公投應包括獨立和地方自治等選項，「清楚顯示」周庭沒有真心及真誠擁護《基本法》及效忠香港特區。

### 突襲公民廣場反對國歌法
2019年1月23日，眾志主席林朗彥、秘書長黃之鋒等多名成員突襲公民廣場，闖進已成為花槽的中央旗桿平台，在旗桿掛上「不歌頌的自由」的標語，抗議立法會大會首讀及二讀《國歌條例草案》。標語被在旁戒備的保安人員沒收後，成員到立法會參加原定的反對國歌法請願。事件中一名60歲男保安人員受傷，報稱胸痛，清醒送瑪麗醫院治理。警方將案件列求警調查，由港島總區刑事部跟進。

### 組織幹事黃莉莉離境被捕
2020年1月9日，組織幹事黃莉莉原本打算到台灣參觀當地選舉活動，但在港離境期間被警方以「串謀刑事毀壞」罪名拘捕。香港眾志指黃或涉及「7.1佔領立法會」事件而被捕。協助跟進的律師稱，黃莉莉在過去一段時間已被警方列作通緝人士，惟當事人之前並不知情。

### 披露中聯辦34億物業事件
2020年4月，就中聯辦在港物業爭議，香港眾志發表了「中聯辦十八區私竇大起底報告」，公布了中聯辦在香港持有的至少 757 個物業單位，總值接近 34 億港元，其中不少物業租予香港政府及不同親建制派團體。

### 出售口罩涉違反《商品說明條例》
2020年4月10日，香港眾志搜購逾100萬個口罩，出售「自救口罩」，其中首批35萬個口罩與黃店合作發售，以支援黃色經濟圈。不過到同年5月22日，海關表示接獲舉報，指有網上商戶透過食肆供應一款附有「NOT MADE IN CHINA」、「ASTM Level 1」、「BFE≥95%」、「Fluid Resistance」及「PFE≥95%」標示口罩，懷疑附有虛假產地及效能聲稱，因而展開跟進調查，到新蒲崗註冊地址拘捕一名24歲男子，並檢獲935盒口罩，市值約93,500元，涉嫌違反《商品說明條例》。眾志發聲明指，該會常委梁延豐被捕，認為海關指口罩香港或台灣生產，可能不符合包裝盒上「Not made in China」的標示。
於25日，海關再發稿，指經調查後再拘捕一名20歲的董事，眾志確認該被捕的董事為其成員。

## 解散
2020年6月30日國安法通過前，多名成員先後宣布退黨，其後政黨宣布解散。

## 與泛民主派的關係

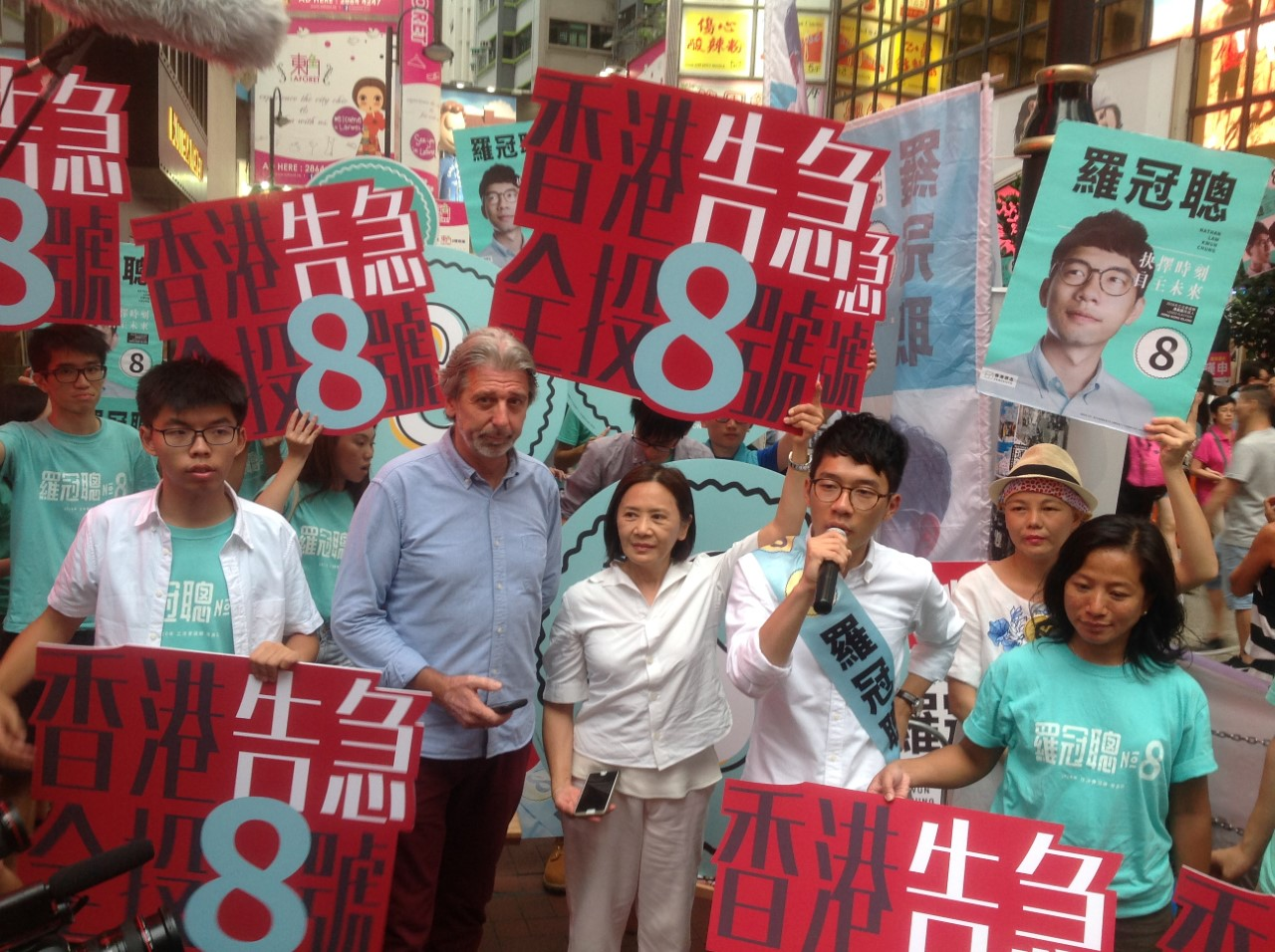
同為立法會議員參選人的司馬文在2016年香港立法會選舉中，與香港眾志羅冠聰一同站台，他其後宣布終止選舉工程。

香港眾志當初主張民主自決，與劉小麗、朱凱廸和姚松炎於2016年香港立法會選舉組成選舉共同陣線。
2016年8月28日，香港眾志舉行「造勢大型街站」，信報前總編輯練乙錚、《十年》本地蛋導演伍嘉良、香港理工大學應用社會科學系退休副教授何芝君、太古城東區議員王振星、香港中文大學前學生會會長王澄烽、香港大學前學生會會長梁麗幗、西環飛躍動力成員葉錦龍、歌手黃耀明和葉德嫺、香港電視藝人王宗堯等皆有到場支持。

## 歷任領導層
| 年度      | 主席   | 副主席   | 秘書長 | 副秘書長 | 常務委員                               |
| --------- | ------ | -------- | ------ | -------- | -------------------------------------- |
| 2016-2017 | 羅冠聰 | 黎汶洛   | 黃之鋒 | 周庭     | 林朗彥、林淳軒、舒琪                   |
| 2017-2018 | 羅冠聰 | 袁嘉蔚   | 黃之鋒 | 郭熙堯   | 周庭、林朗彥、林淳軒、鄭家朗、梁延豐   |
| 2018-2019 | 林朗彥 | （裁撤） | 黃之鋒 | 陳珏軒   | 羅冠聰、鄭家朗、梁延豐、敖卓軒、廖偉濂 |
| 2019-2020 | 林朗彥 | 鄭家朗   | 黃之鋒 | 陳珏軒   | 羅冠聰、梁延豐、敖卓軒、朱恩浩、何嘉柔 |

## 備註
1. ↑  因為林違反黨內紀律而被罷免常委
2. ↑  2020年6月30日退黨
3. ↑  2020年6月30日退黨

## 外部連結
- 香港眾志 Demosistō 官方網站（页面存档备份，存于）
- 香港眾志的Facebook專頁
- 香港眾志的X（前Twitter）
- YouTube上的香港眾志頻道
- 香港眾志的Instagram帳戶